# فيي دو كالفار (مترو باريس)
فيي دو كالفار (بالفرنسية: Filles du Calvaire)‏ هي محطة مترو تابعة لمترو باريس تقع في فرنسا في الدائرة الثالثة في باريس.[بحاجة لمصدر]